# 小行星7450
小行星7450（7450 Shilling）是一颗围绕太阳公转的小行星。1968年7月24日，G·A·普廖金（G. A. Plyugin）、尤里·A·別列耶夫（Yuri A. Belyaev）在智利的Cerro El Roble发现了此天体。
这颗小行星的绝对星等为99.58287等。